# Julio Enciso
Julio César Enciso Espínola (sinh ngày 23 tháng 1 năm 2004) là một cầu thủ bóng đá chuyên nghiệp người Paraguay thi đấu ở vị trí tiền đạo cho câu lạc bộ Brighton & Hove Albion tại Giải bóng đá Ngoại hạng Anh và đội tuyển quốc gia Paraguay.

## Thống kê sự nghiệp

### Câu lạc bộ
Tính đến ngày 19 tháng 5 năm 2024
| Câu lạc bộ             | Mùa giải            | Giải đấu                    | Giải đấu | Giải đấu | Cúp quốc gia | Cúp quốc gia | Cúp liên đoàn | Cúp liên đoàn | Khác | Khác | Tổng cộng | Tổng cộng |
| Câu lạc bộ             | Mùa giải            | Hạng                        | Trận     | Bàn      | Trận         | Bàn          | Trận          | Bàn           | Trận | Bàn  | Trận      | Bàn       |
| ---------------------- | ------------------- | --------------------------- | -------- | -------- | ------------ | ------------ | ------------- | ------------- | ---- | ---- | --------- | --------- |
| Libertad               | 2019                | Paraguayan Primera División | 3        | 0        | 2            | 0            | —             | —             | 0    | 0    | 5         | 0         |
| Libertad               | 2020                | Paraguayan Primera División | 8        | 1        | 0            | 0            | —             | —             | 2    | 1    | 10        | 2         |
| Libertad               | 2021                | Paraguayan Primera División | 30       | 6        | 3            | 4            | —             | —             | 9    | 2    | 42        | 12        |
| Libertad               | 2022                | Paraguayan Primera División | 14       | 11       | 0            | 0            | —             | —             | 3    | 0    | 17        | 11        |
| Libertad               | Tổng cộng           | Tổng cộng                   | 55       | 18       | 5            | 4            | 0             | 0             | 14   | 3    | 74        | 25        |
| Brighton & Hove Albion | 2022–23             | Premier League              | 20       | 4        | 3            | 0            | 3             | 0             | —    | —    | 26        | 4         |
| Brighton & Hove Albion | 2023–24             | Premier League              | 12       | 0        | 1            | 0            | 0             | 0             | 2    | 0    | 15        | 0         |
| Brighton & Hove Albion | Tổng cộng           | Tổng cộng                   | 32       | 4        | 4            | 0            | 3             | 0             | 2    | 0    | 41        | 4         |
| Tổng cộng sự nghiệp    | Tổng cộng sự nghiệp | Tổng cộng sự nghiệp         | 87       | 22       | 9            | 4            | 3             | 0             | 16   | 3    | 115       | 29        |

1. ↑  Bao gồm Copa Paraguay và FA Cup
2. ↑  Bao gồm EFL Cup

### Quốc tế
Tính đến ngày 2 tháng 7 năm 2024
| Đội tuyển quốc gia | Năm       | Trận | Bàn |
| ------------------ | --------- | ---- | --- |
| Paraguay           | 2021      | 2    | 0   |
| Paraguay           | 2022      | 7    | 0   |
| Paraguay           | 2023      | 2    | 0   |
| Paraguay           | 2024      | 6    | 1   |
| Tổng cộng          | Tổng cộng | 17   | 1   |

Bàn thắng và kết quả của Paraguay được để trước.
| # | Ngày                | Địa điểm                          | Số trận | Đối thủ  | Bàn thắng | Kết quả | Giải đấu          |
| - | ------------------- | --------------------------------- | ------- | -------- | --------- | ------- | ----------------- |
| 1 | 24 tháng 6 năm 2024 | Sân vận động NRG, Houston, Hoa Kỳ | 15      | Colombia | 1–2       | 1–2     | Copa América 2024 |

## Danh hiệu
Club Libertad
- Primera División: 2021 Apertura, 2022 Apertura
- Copa Paraguay: 2019

Cá nhân
- Bàn thắng đẹp nhất mùa giải của BBC: 2022–23[4]
- Bàn thắng đẹp nhất mùa giải Premier League: 2022–23[5]
- Bàn thắng đẹp nhất mùa giải của Brighton & Hove Albion: 2022–23[6]